# Brownie Wise
Brownie Wise   (Buford, 25 de maig de 1913 - Kissimmee, 24 de setembre de 1992) va ser una llegendària venedora i empresària, gran responsable de l'èxit de Tupperware, empresa en què va ser vicepresidenta, a través de la implementació del «pla de venda per demostració» com a sistema de comercialització dels productes.
El mètode emprat per Brownie Wise per vendre mitjançant demostracions a domicili és encara objecte d'estudi en moltes escoles de negoci arreu del món. Generalment és conegut com el «cas Tupperware».
L'activitat vital i empresarial de Wise reflecteix els elements clau que defineixen els anys cinquanta des de la perspectiva d'una dona amb èxit, executiva de negocis i mare treballadora. Mentre que la història de l'empresa que llançà a l'èxit ofereix una visió de la societat i les formes de vida d'aquells anys, tant pel que fa a qüestions de gènere, com de consumisme i desenvolupament tecnològic.

## Biografia
Brownie Humphrey Mae va néixer el 1913 a la zona rural de Geòrgia (Estats Units), filla d'un lampista anomenat Jerome Humphrey i una fabricant de barrets, Rosabelle Stroud. Els seus pares es van divorciar quan ella era molt jove. La seva mare, Rosabelle, va obtenir una feina com a responsable sindical, una ocupació que requeria viatges i un cert risc físic, per la qual cosa va deixar la seva filla Brownie durant anys a Atlanta, amb la seva tia Perla, germana gran de la mare de Brownie.
Ella va créixer, doncs, envoltada d'un ampli grup de cosins. Era una bona estudiant, però estava més interessada en la moda, els vestits i els nois. Tenia facilitat per a la consecució dels objectius que es proposava, a través de la persuasió, i no de l'agressivitat.
Es va casar el 1932 amb Robert Wise. El 1938 va tenir un fill, Jerry, i el 1941 es va separar del seu marit. Ja no va tornar a casar-se. Poc després de separar-se, se'n va anar a viure a Florida, on ja residí fins a la mort.

## Primeres feines
A finals dels anys trenta i principis dels anys quaranta, Brownie Wise col·laborava amb una secció –Experience– al diari The Detroit News i signava amb el pseudònim «Hibiscus». Les seves columnes eren en gran part autobiogràfiques, però feien servir elements de fantasia i s'adreçaven a un públic lector urbà femení. També va treballar en una agència de publicitat i en una botiga de ferreteria. Després va aconseguir feina com a secretària executiva a Bendix Aviation i després de la guerra, Brownie Wise i la seva mare van començar a vendre productes d'Stanley Home (Stanhome), empresa que deixaria per fer-se venedora de Tupperware.

## Carrera professional a Tupperware

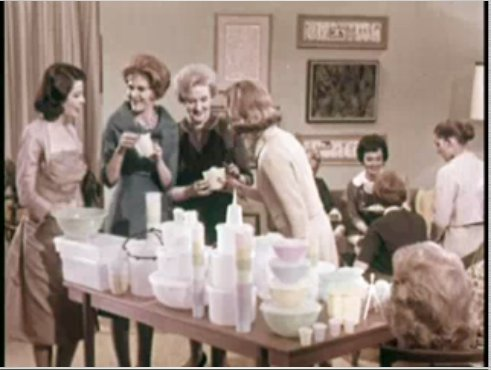
Festa-trobada de Tupperware en una casa particular

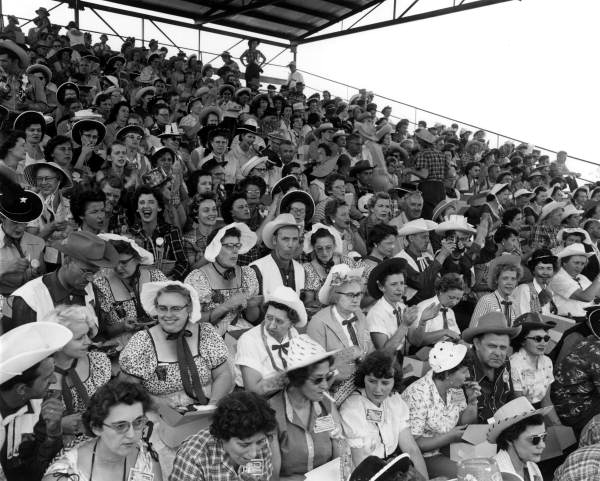
Vista del públic al «Jubileu» de Tupperware de 1955 a Orange County, Florida

Aquesta empresa tenia envasos de plàstic, uns productes excel·lents fets amb polietilè, però davant dels quals el públic encara era escèptic; ella va començar a vendre'ls fent demostracions a les cases. El 1950 es va traslladar a Florida, va fundar una empresa anomenada Tupperware Patio Parties. Aviat va vendre més Tupperware que qualsevol gran magatzem amb el seu sistema de comercialització de xarxes socials a través de distribuïdors i venedors que ràpidament va fer treure els productes Tupperware de la venda en grans magatzems. Earl Tupper, creador dels productes Tupperware, la va nomenar vicepresidenta de la companyia. Brownie Wise va insistir que la comercialització dels seus productes s'havia de fer exclusivament a través de plans de venda per demostració.
Wise, que va dirigir el Departament Comercial de Tupperware des d'unes noves oficines a Kissimmee (Florida), va tenir llibertat per aplicar les seves estratègies de comercialització, i els seus mètodes van ser un gran èxit. La seva habilitat per contactar amb la cultura popular, el mite americà de l'èxit, el desig de felicitat fou gran i ajudà a reclutar milers de dones en un moment en què el paper de la dona estava convencionalment vinculat a les tasques de la llar. Les seves aparicions a televisió, revistes i articles de premsa van fer, del seu, un nom familiar. El 1954 es va convertir en la primera dona que apareixia a la portada de la revista de negocis BusinessWeek.
Brownie Wise va inventar gran part de la cultura corporativa de Tupperware i, per extensió, part del pla de les organitzacions de comercialització. Va estar especialment interessada en els incentius, un dels principals eren (i encara ho són actualment) els viatges a Florida per celebrar el «Jubileu» anual, veure així la seu central de la companyia i mantenir reunions de motivació i socialització amb altres representants d'èxit. A les millors venedores se'ls obsequiava amb regals exòtics, com ara llanxes ràpides, viatges i aparells electrònics, tot acuradament planificat, i sempre es convidava les venedores en companyia dels seus marits. Ella va crear llenguatges i rituals especials per a Tupperware. Va estimular les venedores a expressar els seus desitjos, i també va dissenyar els vestits per a les cerimònies de graduació de les noves caps de grup. Tot això es feia amb grandiosos espectacles, festes i xerrades de motivació durant els quatre dies de convenció anual.
Wise va ser presentada als representants de l'empresa com el símbol de la dona ideal dels anys 1950. La seva habilitat en la comercialització i rendibilització del model de xarxes socials, en el qual milers de dones es reuneixen a les cases particulars per comprar Tupperware, va ser inigualable i continua sent objecte d'estudi per part de les escoles de negoci a tot el món. Wise va influir força en l'alliberament de moltes dones que es guanyaven el seu propi sou en el context dels anys posteriors al final de la Segona Guerra Mundial.
La seva relació amb Earl Tupper va estar sempre en crisi. Aviat el rostre reservat d'Earl Tupper va fer que el públic dirigís la seva mirada a Wise, convertida en una celebritat. Això, i una constant disparitat de criteris, va fer que la relació entre tots dos fos sempre inestable. El 1958 Earl Tupper va acomiadar-la de la companyia. Poc després de sortir-ne ja no en quedava res, de Wise, en la cultura de l'empresa, com si mai no hagués existit.
Brownie Wise va constituir després la seva pròpia empresa de cosmètics, Cinderella (Ventafocs, en català), i d'altres com Carissa (1963) i Sovera / Trivera (1966-69). També va ser presidenta de Viviane Woodard Cosmetics (1960-62), i consultora per a Artex i altres, però sembla que mai no va assolir el mateix èxit. Després d'això, en gran part, es va perdre de vista. Va morir el 1992.